# Zbehy
Zbehy este o comună din Slovacia aflatâ în districtul Nitra, regiunea Nitra, pe malul râului Radošinka⁠(d). Localitatea se află la altitudinea de 154 m deasupra n.m., se întinde pe o suprafață de 19,56 km2 și în 2017 număra 2.242 de locuitori.

## Istoric
Zbehy este atestată documentar din 1156.

## Demografie
| An:                | 1994 | 2004   | 2014   | 2024   |
| ------------------ | ---- | ------ | ------ | ------ |
| Număr de persoane: | 2044 | 2171   | 2261   | 2276   |
| Diferență:         |      | +6,21% | +4,14% | +0,66% |

| An:                | 2023 | 2024   |
| ------------------ | ---- | ------ |
| Număr de persoane: | 2238 | 2276   |
| Diferență:         |      | +1,69% |